# اللغة الأنغالية
اللغة الأنغالية إحدى لغات ترانس غينيا الجديدة المستخدمة في بابوا غينيا الجديدة.